# Rho Coronae Borealis
Désignations
Rho Coronae Borealis (ρ CrB) est une étoile de la constellation de la Couronne boréale. Elle est visible à l'œil nu avec une magnitude apparente de 4,51. D'après la mesure de sa parallaxe annuelle par le satellite Gaia, l'étoile est située à environ 57 années-lumière de la Terre. Elle s'éloigne du Système solaire à une vitesse radiale de +18 km/s.

## Propriétés
Rho Coronae Borealis est une naine jaune de type spectral G0+VaFe-1. C'est donc une étoile sur la séquence principale qui fusionne l'hydrogène de son noyau en hélium. Sa taille est 33 % supérieure à celle du Soleil et sa luminosité est presque le double de la luminosité solaire.

## Système planétaire
Le système possède au moins deux exoplanètes, la première a été découverte le 24 avril 1997 et fut donc parmi les premières exoplanètes découvertes. Cette planète tourne très près de son étoile et ses caractéristiques sont proches de celle de Jupiter, il s'agit donc d'une planète de type Jupiter chaud.
En octobre 1999, des astronomes de l'Université de l'Arizona ont mis en évidence l'existence d'un disque de débris se situant à une distance comprise entre 45 et 80 ua de son étoile.
En 2016 découverte d'une seconde exoplanète confirmée dans le système de Rho Coronae Borealis.
| Planète                | Masse (MJ)       | Période orbitale (en jours) | Axe semi-majeur (ua) | Excentricité  |
| ---------------------- | ---------------- | --------------------------- | -------------------- | ------------- |
| Rho Coronae Borealis b | >1,093 ± 0,098   | 39,8449 ± 0,0063            | 0,229 ± 0,013        | 0,057 ± 0,028 |
| Rho Coronae Borealis c | >0,07866 ± 0,006 | 102,54 ± 0,017              | 0,4123 ± 0,005       | 0,05 ± 0,06   |